# カームヤネツィ＝ポジーリシクィイ城
カームヤネツィ＝ポジーリシクィイ城（カームヤネツィ ポジーリシクィイじょう、Кам'янець-Подільська фортеця、Twierdza w Kamieńcu Podolskim、Podolės Kameneco tvirtovė）は、ウクライナ西部、フメリニツキー州の歴史都市カームヤネツィ＝ポジーリシクィイに位置する中世の城塞である。ポディーリャ地方にあり、キエフ・ルーシ時代からポーランド・リトアニア連合、オスマン帝国の支配下で戦略的要衝として発展した。名前の由来は、スラヴ語で「石」を意味する「カミン」（kamin）にちなむ。
城は12世紀または13世紀に起源を持ち、14世紀初頭に建設が始まったとされる。スモトリチ川が形成する半島に位置し、自然の防御システムを活用して旧市街を守る。カジミェシュ4世、ジグムント1世、ステファン・バートリ、ジグムント3世、ヴワディスワフ4世による改築で、旧城と新城が形成された。多文化的な建築様式を反映し、ウクライナに残る数少ない中世建築として良好な状態で保存されている。
ユネスコ世界遺産の暫定リストに1989年に登録され、ウクライナの七名城の一つに2007年に選ばれた。現在はカームヤネツィ＝ポジーリシクィイの最も著名なランドマークであり、国内外からの観光客を引き寄せる重要な観光地である。

## 歴史

### 創設と初期の歴史

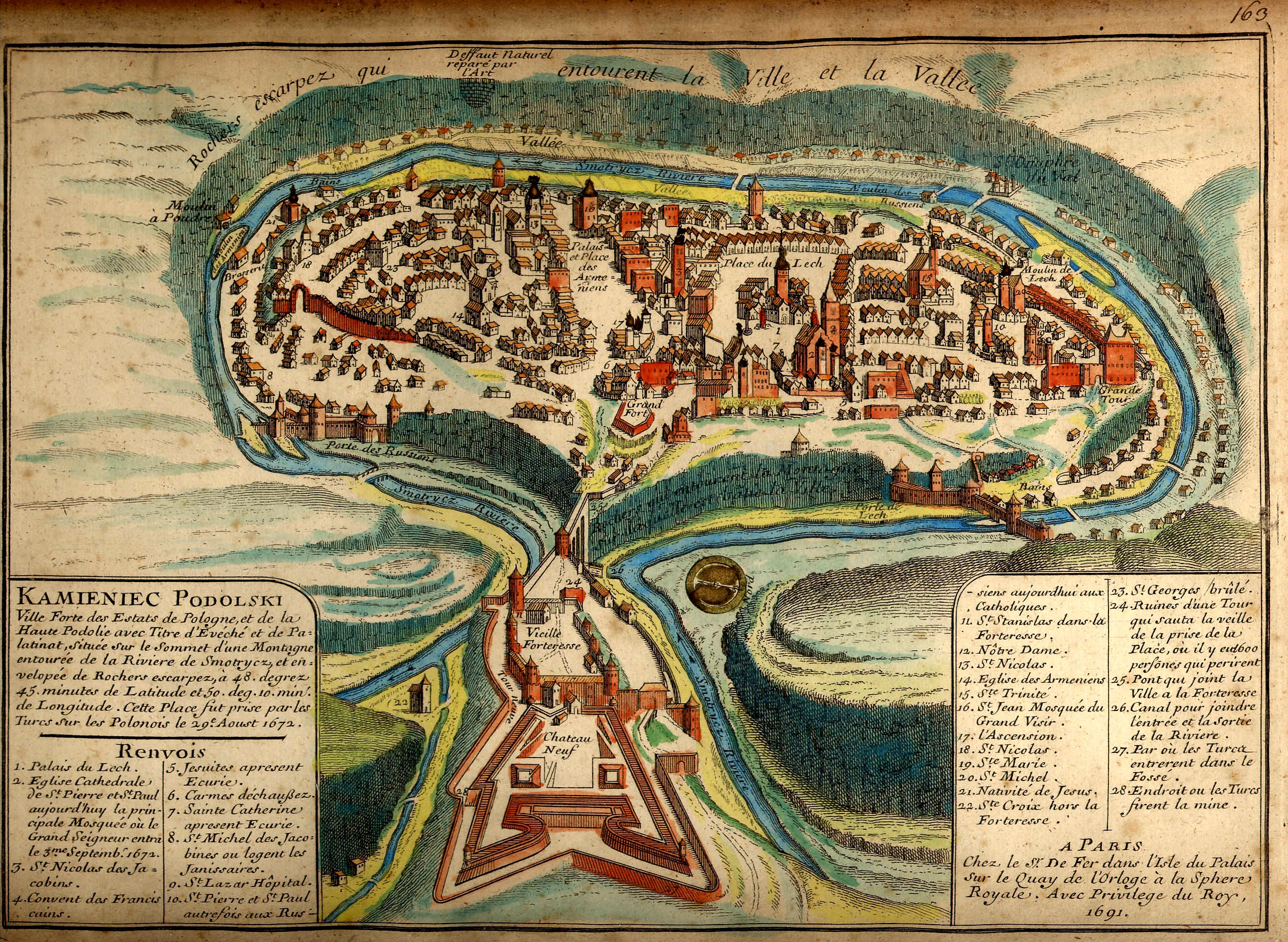
1691年のフランス語地図に描かれたカームヤネツィ＝ポジーリシクィイ旧市街と城

カームヤネツィ＝ポジーリシクィイ城は、14世紀後半に建設されたと伝統的に考えられてきた。これは、キエフ・ルーシ西部がリトアニア大公国の支配下にあった時期に一致する。1374年のユーリイ・コリャトヴィチ公の文書では、城内でマクデブルク法が授与されたと記されている。1960年代の考古学的発掘調査により、12世紀末または13世紀初頭にまで遡る痕跡が発見され、城の起源がより古い可能性が示唆された。キエフ・ルーシ時代には、現在の場所とは異なる土塁の要塞が存在した。
15世紀初頭、クラクフのヴォイヴォダであるスピトコ・メルシュティンが城の近代化を開始。古い塔を改修し、10の新たな塔を追加した。16世紀後半、軍事技師ヒオブ・ブレトフスが新西部・東部塔、東壁、地下通路、フルゲート、スタロスタの住居を建設した。

### 侵略者による連続攻撃
14世紀中盤から15世紀中盤、カームヤネツィ＝ポジーリシクィイ城はポーランド・リトアニア連合の主要な前線に位置した。1434年から1793年のロシア帝国による併合まで、コサック、オスマン帝国、タタール人の侵攻に対する防衛の要だった。15世紀から17世紀にかけて、タタール軍団による51回の攻撃を受けた。1448年、1451年、1509年、1528年のタタール侵攻、1533年のオスマン包囲はいずれも撃退された。
1648年から1654年のフメルニツキーの蜂起では、ボフダン・フメルニツキー率いるザポロージャ・コサックがクリミア・タタール人や地元農民と同盟し、連合軍に対抗。城はマクスィム・クリヴォニスやイヴァン・ボフンによる包囲を受けたが、ポーランド側が奪還。1652年にフメルニツキーの6万の軍が城を占領し、翌1653年には4万のクリミア・タタール軍が攻撃した。
1672年8月、メフメト4世率いる30万のオスマン軍とペトロ・ドロシェンコ率いる4万のタタール・コサック連合軍が城を包囲。8月18日、交渉の末に城はオスマンに降伏した。この出来事は、ヘンリク・シェンキェヴィチの小説「パン・ヴォウォディヨフスキ」で描かれ、架空の指揮官ミハウ・ヴォウォディヨフスキが抗議として火薬を爆発させ、800人の守備兵と共に自爆する場面が登場する。オスマン支配はカルロヴィッツ条約（1699年）で終わり、ポーランドが再び支配を回復した。

### 城から監獄へ
18世紀初頭、城は防御機能を失い、軍事監獄として使用された。コサックスタルシナ、ハイダマカ、さらには3歳のポーランド王位継承者スタニスワフ・アウグスト・ポニャトフスキが収容された。1793年の第二次ポーランド分割まで、ポーランド王国の最強の要塞の一つだった。同年、城の指揮官はロシア帝国への忠誠を誓い、城はロシアの支配下に置かれた。
1812年のフランスのロシア侵攻では、ロシア帝国軍が駐屯。1815年には詩人コンスタンティン・バチュシコフが、1846年には詩人ウラジーミル・ラエフスキーが駐在し、デカブリスト組織を設立した。1816年から1914年まで、城は債務者、犯罪者、政治犯のための監獄として機能。1831年には言語学者ウラジーミル・ダーリが勤務し、ロシア語の辞典を編纂した。19世紀の反封建運動では、ウスティム・カルマリュク（1787-1835）が指導者として活躍し、ウクライナの国民的英雄とされる。

### 博物館と保護

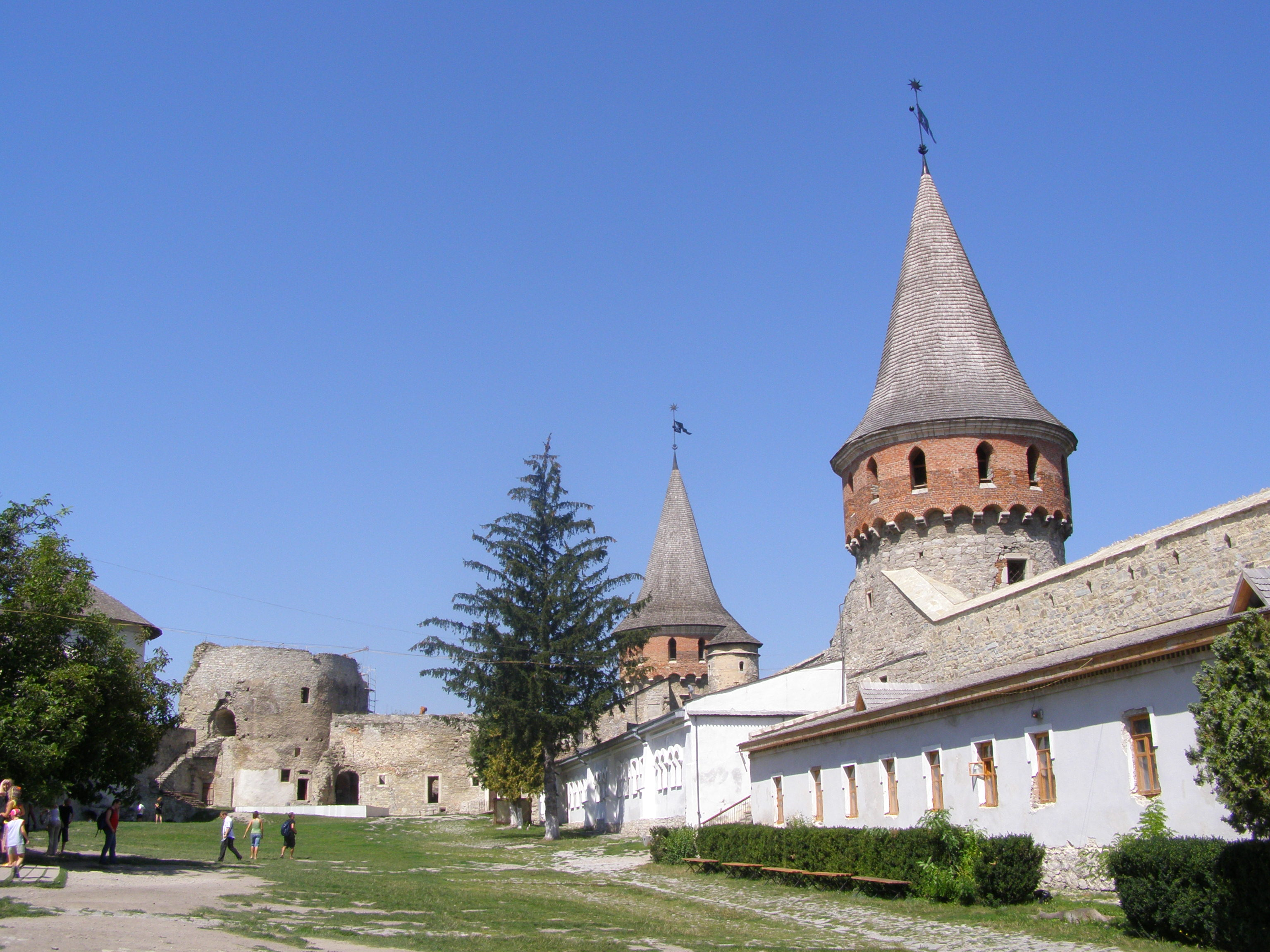
城の中庭と博物館

1905年の革命後、城には67の政治組織が拠点を置き、ロシア社会民主労働党の新聞「イスクラ」（火花）が発行された。1928年、ウクライナ・ソビエト社会主義共和国のソヴナルコムが城を歴史文化保護区に指定。1930年代後半、博物館化が計画され、1937年に再建工事が開始。カルマリュクの監獄セルが展示され、年間30万人の観光客が訪れた。
1947年、城はソビエト連邦の歴史保護区リストに登録。1958年4月18日、カルマリュクを記念する銘板とレリーフが設置された。1962年以降、建築家Y. PlamenytskaとA. Tyupychの監督下で修復と考古学作業が進行。1977年5月18日、「カームヤネツィ」国立歴史建築保護区が設立され、1989年9月13日、城と旧市街がユネスコ世界遺産の暫定リストに登録された。2004年、国立保護区に昇格し、2007年8月21日、ウクライナの七名城の3位に選ばれた。2011年8月1日の暴風雨で新西部塔が一部崩壊したが、市長は2007年の再建時の構造的欠陥を否定しなかった。

## 建築
カームヤネツィ＝ポジーリシクィイ城は、スモトリチ川の峡谷に囲まれた石灰岩の地形に建設された。基礎は石灰岩と地元および輸入のレンガ・石材で築かれ、名前の「カミン」（石）に由来する。城は旧城（Старий замок）と新城（Новий замок）の2つの主要部分からなり、異なる時期に建設された。旧城は旧市街への接近を防ぎ、直接攻撃に備えた。新城は近代化に伴い、遠距離砲に対応する設計が施された。

### 12の塔
城は12の塔を持ち、一部は近代化で追加された。塔は主に半島に位置し、一部はスモトリチ川の急斜面に建つ。ペティ・サザン塔やダキア・ローマ塔、城橋西端のハーフ塔なども存在したが、多くは現存しない。現存する12の塔は以下の通り（南西の教皇塔から時計回り）：
- 教皇塔（カルマリュク塔、ユリアン塔）：15～16世紀。砲兵庫、火薬倉、宝庫、製粉所を収容[24]。
- コフパク塔（シュラフタ塔）：14～16世紀。町の貴族が駐屯[注釈 4]。
- テンキンスカ塔：14～16世紀。テンキンスキ家を記念[24]。
- 白塔（ラスカ塔）：15世紀。追加の砲兵庫を収容[24]。
- デイリー塔（ジェンナ塔）：大型塔。2階に砲兵交差点とルター派礼拝堂、小型観測塔「オルリク」を備える[24]。
- 新西部塔（大塔）：1544年建設。印刷所と野外砲台を備え、2011年の暴風雨で損傷[21][24]。
- ロジャンカ塔（ブルグラブスカ塔、クレスラフスカ塔）：14～16世紀。地下に監獄。円錐形のヴォールトで火薬のガスを排出[24]。
- 水塔（スモトリツカ塔）：15～18世紀。スモトリチ川から水を汲む井戸と秘密のトンネルを備える[24]。
- 司令官塔：15世紀[23]。
- ランコロンスカ塔（第二ラスカ塔）：14～16世紀。ランコロンスキ家を記念[24]。
- 黒塔：15～16世紀。現在は遺構のみ。抗議で爆破された弾薬庫[23]。
- 新東部塔：1544年[23]。

### 要塞の城壁
城壁は北部、南部、東部の3つの区画に分かれる。北部城壁（長さ約336m）は中庭全体を防御。北西部の旧城壁はペティ西部塔、黒塔の遺構、2層のカゼマットを含む。12世紀の古い壁はクレネレーション付き。東部には新城門、北部には旧城門、野外門が水塔と接続する。北部城壁は1790年に北部バスティオンで強化された。
中庭の東側には聖スタニスラウス教会の遺構とM.ポトツキの墓、コフパク塔近くにはコリャトヴィチ公の墓がある正教会があった。南壁には穀倉と馬車小屋、北壁にはスタロスタの住居が配置。テンキンスカ塔近くには水槽「ルルムシュ」、白塔近くには厨房とパン屋、白塔とデイリー塔間にはスタロスタ本部があった。西壁には70人の農奴を収容するチェリャドナ（農奴の宿舎）、北部城壁外には30頭の馬を収容する厩舎があった。16世紀の駐屯兵は約300人で、町に居住した。
カームヤネツィ＝ポジーリシクィイ工業職業学校が城壁を調査し、「ポドザムチェ」地区近くの流砂を発見。城壁の基礎（深さ5m以上）が石灰岩の峡谷に築かれ、旧城橋の支柱や南壁の水流用開口部（幅2.5m、高さ5m）が確認された。北西部の城壁は外側から13.7m、内側から5.7mの高さ。中世は1.45m、14～15世紀は2.2m、16～17世紀は平均4mの厚さ。ルーシ時代の断片を保存する修復作業が進行中。

### 城の橋
城の半島の立地により、城の橋（Замковий міст）は旧市街への唯一の交通路である。中世の工学の傑作で、長さ88m、入口幅8.5m、終点幅6.5m、高さは入口27m、終点17m。15世紀初頭、橋の城側に大型の円形門塔が建設され、8階建て相当の高さだった。1687年のポーランドの包囲失敗後、トルコ人が橋を再建・強化し、「トルコ橋」（Турецький міст）と呼ばれる。石造りの外観は1841年から19世紀末まで劣化し、1986年の地震でさらに損傷。2000年、世界モニュメント基金が橋を世界モニュメント監視リスト2000に登録した。

## 遺産

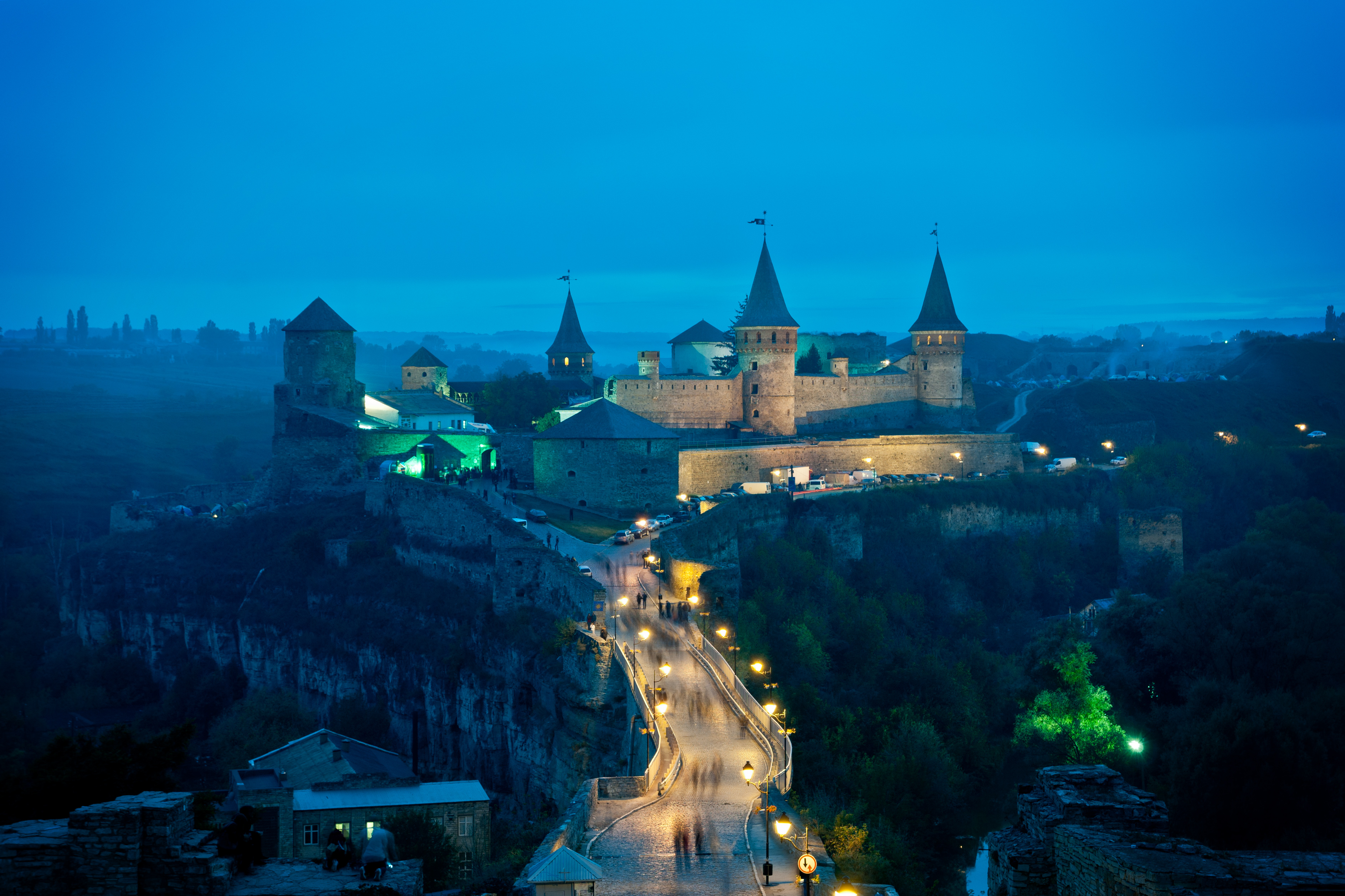
カームヤネツィ＝ポジーリシクィイ城の夜景

2005年、城はカームヤネツィ＝ポジーリシクィイの最も著名な観光地だった。年間数千人の国内外の観光客が訪れる。地元の伝説では、1621年にオスマン2世が城を攻略できず、「誰がこの偉大な都市を築いたのか？」と尋ね、「神自身」との答えに「ならば神がこの都市を取るがいい」と答えたとされる。また、スモトリチ川にトルコの金が埋まり、ホティン要塞への20kmのトンネルがあるとの伝説もある。
1672年のオスマン包囲は、ヘンリク・シェンキェヴィチの1888年の歴史小説『草原の炎』に描かれた。城はトランジストリアの「ドニエストル川の古い要塞」シリーズの記念コインや、ウクライナ国立銀行の5および10フリヴニャ記念コイン（2017年）に登場する。